# 上党战役指挥部北天河旧址
上党战役指挥部北天河旧址，位于山西省长治市上党区苏店镇北天河村。
2021年8月4日，上党战役指挥部北天河旧址公布为第六批山西省文物保护单位，编号6-318，近现代类，年代为1945年。